# Elaeosticta conica
Elaeosticta conica är en flockblommig växtart som beskrevs av Jevgenij Korovin. Elaeosticta conica ingår i släktet Elaeosticta och familjen flockblommiga växter. Inga underarter finns listade i Catalogue of Life.